# Raymond Crangle
Raymond Crangle (Belfast, 3 juli 1973) is een Noord-Iers voetbalscheidsrechter. Hij was in dienst van FIFA en UEFA tussen 2010 en 2015. Ook leidt hij wedstrijden in de NIFL Premiership.
Op 1 juli 2010 leidde Crangle zijn eerste wedstrijd in Europees verband tijdens een wedstrijd tussen KF Tirana en Zalaegerszegi TE in de UEFA Europa League; het eindigde in 0–0 en de Noord-Ier trok driemaal een gele kaart. Zijn eerste interland floot hij op 25 mei 2011, toen Schotland met 3–1 won van Wales. Robert Earnshaw opende de score voor Wales, maar daarna scoorden James Morrison, Kenny Miller en Christophe Berra, waarmee ze de score omdraaiden in het voordeel van de Schotten. Crangle hield tijdens deze wedstrijd zijn kaarten op zak.

## Interlands
| Datum            | Plaats               | Wedstrijd             | Uitslag | Competitie        | Kreeg geel | Kreeg voor de tweede keer geel en dus rood | Weggestuurd |
| ---------------- | -------------------- | --------------------- | ------- | ----------------- | ---------- | ------------------------------------------ | ----------- |
| 25 mei 2011      | Dublin, Ierland      | Schotland – Wales     | 3 – 1   | Vriendschappelijk | 0          | 0                                          | 0           |
| 29 februari 2012 | Luxemburg, Luxemburg | Luxemburg – Macedonië | 2 – 1   | Vriendschappelijk | 4          | 0                                          | 0           |
| 1 maart 2014     | Gibraltar, Gibraltar | Gibraltar – Faeröer   | 1 – 4   | Vriendschappelijk | 0          | 0                                          | 0           |
| 11 november 2015 | Tallinn, Estland     | Estland – Georgië     | 3 – 0   | Vriendschappelijk | 0          | 0                                          | 0           |